# Reconstituição da Guerra Civil Americana

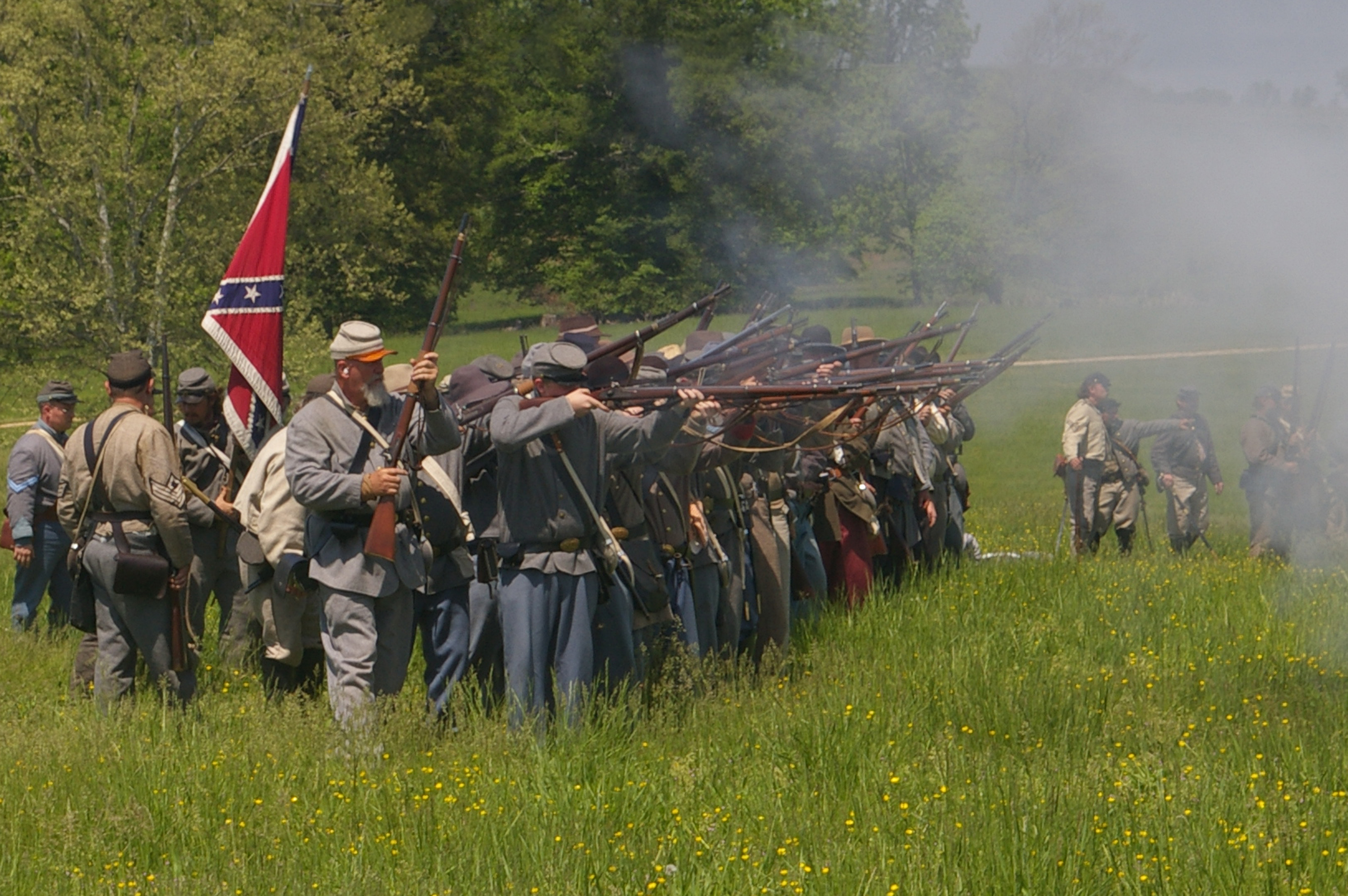
Reencenadores confederados disparam seus rifles durante uma reconstituição da Batalha de Chancellorsville em maio de 2008.

Reconstituição da Guerra Civil Americana, ou Reencenação da Guerra Civil Americana (em inglês "American Civil War reenactment"), são as denominações atribuídas a um esforço para recriar a aparência de uma batalha particular ou outro evento associado à Guerra Civil Americana por "Hobbystas" conhecidos (nos Estados Unidos) como "Civil War reenactors" ("reencenadores da Guerra Civil"), ou historiadores vivos.
Embora mais comum nos Estados Unidos, há também "reencenadores da Guerra Civil Americana" no Canadá, no Reino Unido, Alemanha, Austrália, Itália, Dinamarca, Suécia e Polônia.

## Histórico

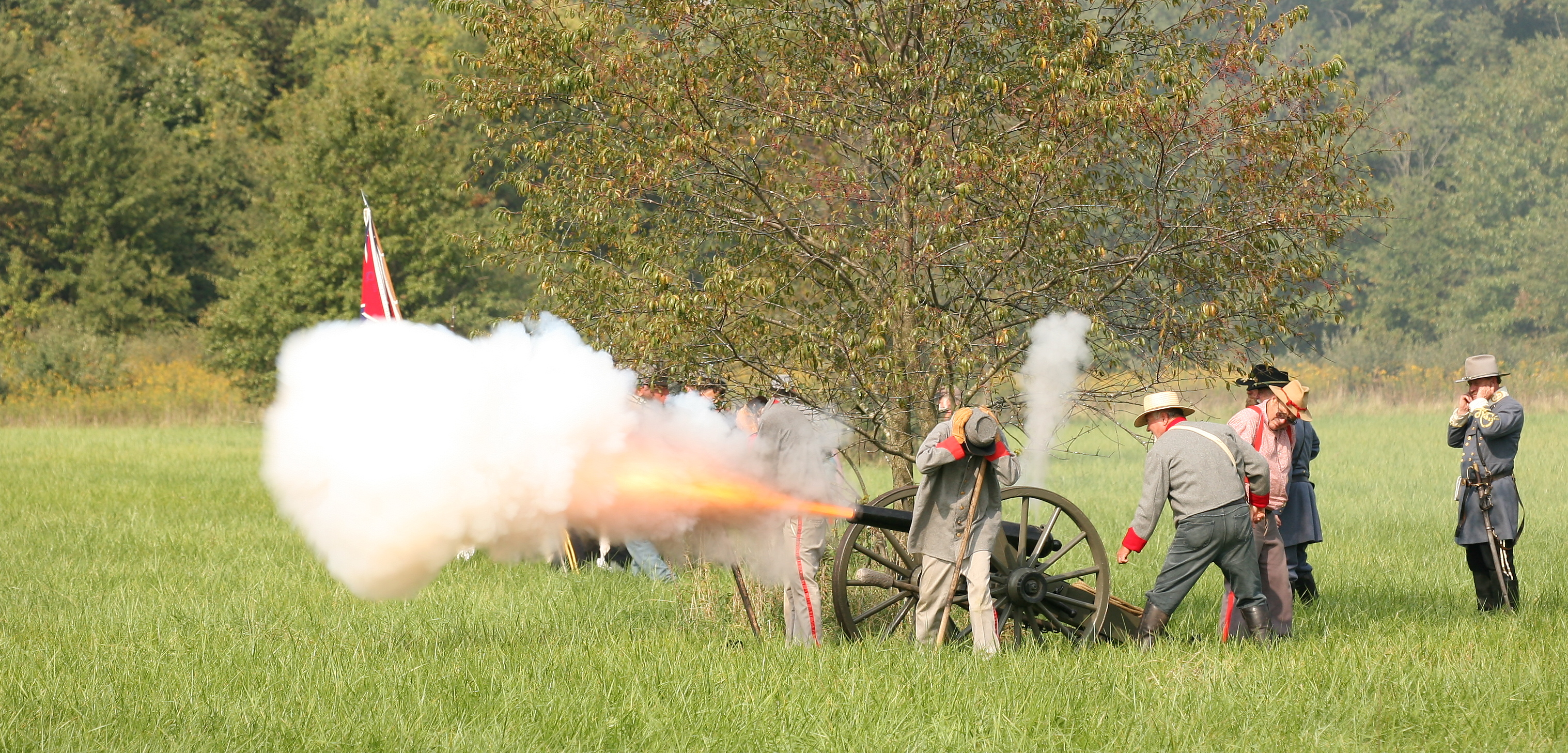
Os reencenadores da artilharia confederada disparam contra as tropas da União durante uma reconstituição da Batalha de Chickamauga em Danville, Illinois.

As reconstituições da Guerra Civil Americana começaram antes mesmo do fim da verdadeira luta. Os veteranos da Guerra Civil recriaram as batalhas como uma forma de lembrar seus camaradas caídos e de ensinar aos outros o que era a guerra.
A Grande Reunião de 1913, celebrando o 50º aniversário da Batalha de Gettysburg, contou com a presença de mais de 50.000 veteranos da União e Confederados e incluiu reconstituições de elementos da batalha, incluindo a "Pickett’s Charge".
Acredita-se que a reconstituição moderna tenha começado durante as comemorações do Centenário da Guerra Civil de 1961–1965. A encenação cresceu em popularidade durante as décadas de 1980 e 1990, devido em grande parte ao sucesso da encenação do 125º aniversário perto do local original, o campo de batalha de Manassas, que contou com a presença de mais de 6.000 encenadores. Naquele ano, a revista Time estimou que havia mais de 50.000 reencenadores nos EUA.
Em 1998, a reconstituição do 135º aniversário da Batalha de Gettysburg ocorreu perto do campo de batalha original. Existem várias estimativas sobre o número de participantes, mas é amplamente aceito que foi a maior encenação já realizada em qualquer lugar do mundo, com entre 15.000 e 20.000 participantes, alguns afirmam que eram mais de 41.000; tendo sido assistido por mais de 45.000 espectadores.